# قزلجة قشلاق
قزلجة قشلاق (بالفارسية: قزل‌جه قشلاق) هي مستوطنة تقع في تشارواماق الشرقية الريفية في إيران. يقدر عدد سكانها بـ 158 نسمة .